# Kureha
K.K. Kureha (jap. 株式会社クレハ, Kabushiki kaisha Kureha, engl. Kureha Corporation) ist ein japanisches Chemieunternehmen, welches 1944 als Chloralkali-Elektrolyseur Kureha Kagaku Kōgyō K.K. (呉羽化学工業株式会社, „Chemieproduktion Kureha“) begann. Kurz danach wurde mit der Produktion von Polyvinylidenchlorid (PVdC) begonnen. Ende der 1960er kamen Kohlenstofffasern und 1972 perlenförmige Aktivkohle (englisch bead-shaped active carbon) hinzu. 1977 wurde das Krebsmittel Polysaccharid-K (Krestin) auf den Markt gebracht. Den heutigen Namen erhielt das Unternehmen 2005.

## Produkte
Das Unternehmen stellt Polymere wie Polyphenylensulfid (PPS), Polyvinylidenfluorid (PVDF) und Polyhydroxyessigsäure (PGA) als Rohprodukt sowie Kunststoffverpackungen wie Krehalon-Schrumpffolie (bei Frischfleisch verbreitet) und Kunstdärme aus Polyvinylidenchlorid (PVdC) her.
Des Weiteren produziert Kureha Pflanzenschutzmittel: Flupoxam und zusammen mit American Cyanamid Metconazol.
Außer in der Herstellung von chemischen Produkten ist Kureha aber auch im Anlagenbau, zum Beispiel bei Chloralkali-Elektrolysezellen etc. sowie der Herstellung von Kohlenstofffasern und Elektroden aktiv. So ist Kureha mit 50,1 % an dem Joint Venture KBMJ beteiligt, das Elektroden für Lithium-Ionen-Akkumulatoren fertigt (Carbotron).

## Standorte
Kureha hat aktuell Werke in Iwaki, Omitama (Präfektur Ibaraki) und Tamba (Präfektur Hyōgo).